# Poliklinika Gemelli
Policlinico Universitario Agostino Gemelli (česky Univerzitní poliklinika Agostina Gemelliho či krátce Poliklinika Gemelli) je fakultní nemocnice Katolické univerzity Nejsvětějšího Srdce, největší nestátní univerzity v Itálii. Jméno nese po zakladateli univerzity, lékaři a františkánském mnichovi Agostinu Gemellim.

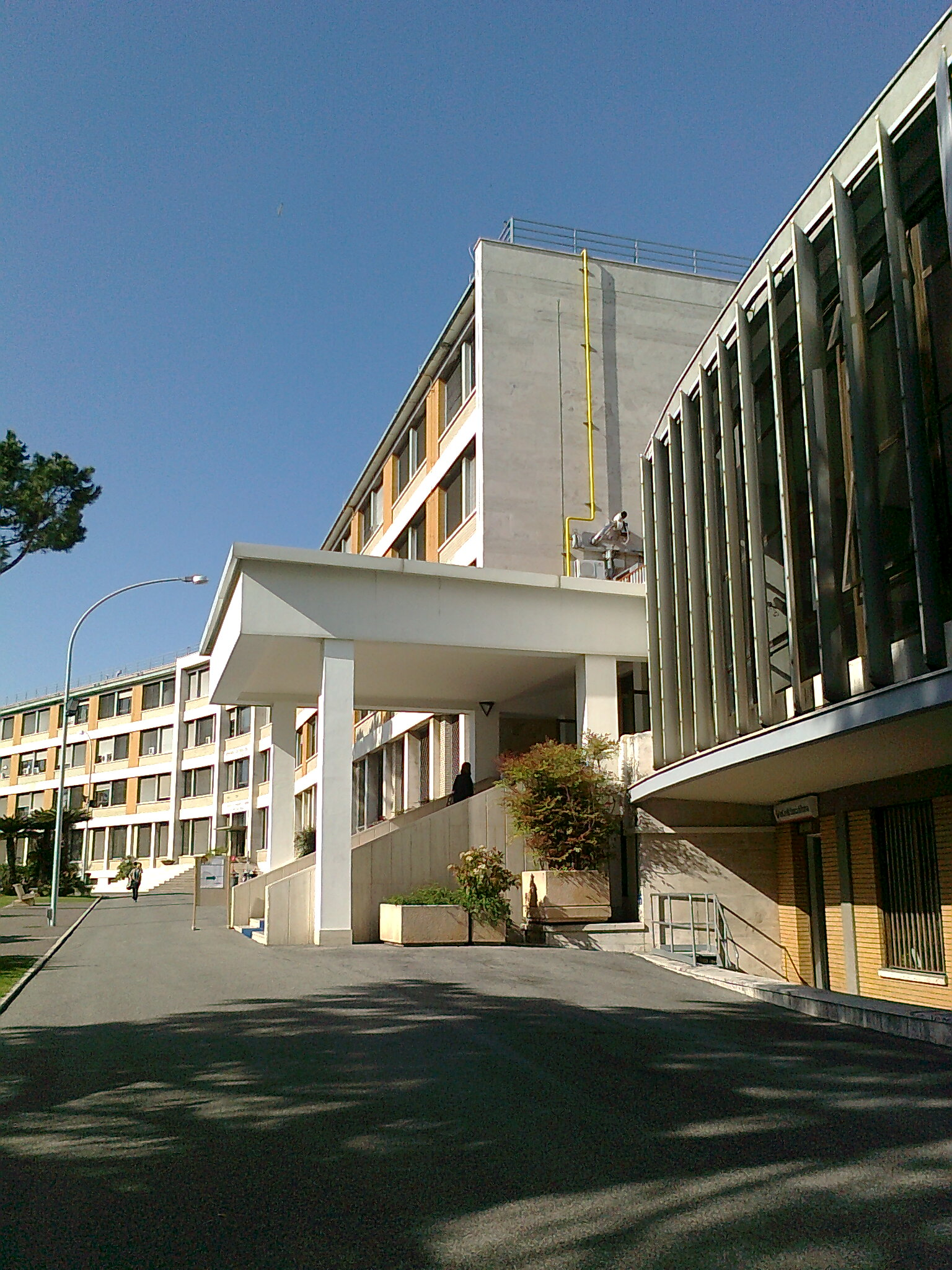

Poskytuje jak neplacenou lékařskou péči jakožto součást italské zdravotnické sítě, tak placenou péči, o kterou je enormní zájem, neboť poliklinika patří k nejlepším nemocnicím v celé Itálii. Má nezastupitelnou úlohu v péči o zdraví obyvatel, výuce studujících lékařství, ošetřovatelství a léčebné rehabilitace, jakož i špičkovém zdravotnickém výzkumu, zejména pokud jde o infekční choroby a nemoci stáří. Mezi její nejznámější a nejvýznamnější pacienty tradičně patří papežové a další vysocí představitelé Vatikánu. Zemřeli zde např. kardinálové Šeper, Schotte, léčil se zde Georg Ratzinger, bratr papeže Benedikta XVI.
Jan Pavel II. byl na klinice několikrát dlouhodobě hospitalizován a prodělal zde větší množství operací, nejprve po atentátu v roce 1981 a poté při rozličných příležitostech, jak se s postupujícím věkem zhoršovalo jeho zdraví. Byl zde léčen i krátce před svou smrtí, nicméně poté, co se jeho stav ukázal beznadějným, byl v souladu se svým přáním odvezen zpět do Vatikánu, kde zemřel.
Komplex nemocnice se nachází v severní části Říma, asi 4 km od Vatikánu a jeho centrum tvoří čtyři velké budovy: vlastní Poliklinika, budova Ústavu infekčních chorob a Centra pro gerontologii, Biologický ústav a Centrum ochrany zdraví.